# Ночь лицедеев
Ночь лицедеев (латыш. Spēlmaņu nakts) — главная ежегодная театральная премия Латвии, награждение которой традиционно проходит 23 ноября — в день рождения латвийского актера и режиссёра Эдуарда Смильгиса. Премию вручает Латвийский союз театральных работников.
Наградa — статуэтка Skatuves nagla, изображающая золотой гвоздь, забитый в миниатюрныe подмостки — была создана скульптором Юрисом Гагайнисом.
22 ноября 2013 организаторы фестиваля приняли решение отменить церемонию в связи с произошедшей накануне трагедией в Золитуде.
В 2012 году Даугавпилсский театр отправил в адрес Министерства культуры и комиссии «Ночи лицедеев» открытое письмо, протестуя против формальной работы жюри, так как только один из девяти членов жюри посмотрел пять из шести премьер, а остальные судили по рецензиям.

## Номинации
- Спектакль года
- Актер года
- Актриса года
- Актер года в роли второго плана
- Актриса года в роли второго плана
- Лучший молодой актер года
- Дебют года в сценическом искусстве
- Лучшая постановка работы латвийского автора
- Лучший спектакль для детей и молодежи
- Сценограф года
- Лучший художник по костюмам
- Лучший автор музыки
- Лучший художник по свету и видео
- Достижение года в балетном искусстве
- Достижение года в современном танце
- Приз за пожизненный вклад в театральное искусство (присуждается с 1996 года)
- Специальный приз жюри
- Приз зрительских симпатий

В категории «Достижение года в балетном искусстве» лауреатов определяет Латвийская национальная опера и Латвийская Ассоциация профессионального балета.
В категории «Достижение года в современном танце» лауреатов определяет Латвийская Ассоциация хореографов профессионального современного танца.